# Velperpoort

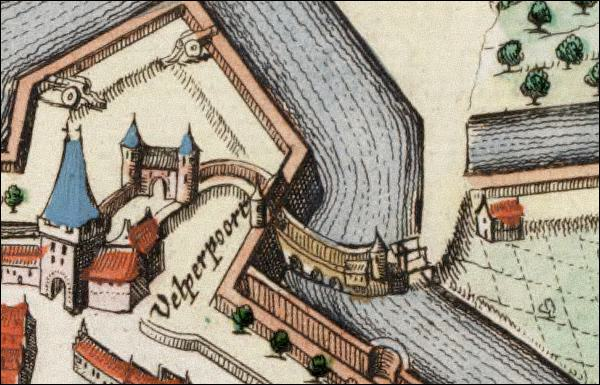
De Velperpoort op een kaart uit 1650

De Velperpoort was een stadspoort van de Nederlandse stad Arnhem. De poort was de toegang van de stad vanaf de noordoostelijke zijde en stond in de huidige Roggestraat en in het verlengde van de huidige Ketelstraat en de Koningstraat. De Velperpoort gaf toegang tot de weg naar Velp.
De naam van Station Arnhem Velperpoort verwijst nog naar deze verdwenen stadspoort.